# ジョン・ステュアート (初代マー＝ギリー伯爵、1503年没)
初代マー＝ギリー伯爵ジョン・ステュアート（英語: John Stewart, 1st Earl of Mar and Garioch、1479年/1480年 - 1503年3月11日）は、スコットランド王ジェームズ3世の三男。

## 生涯
スコットランド王ジェームズ3世と王妃マーガレット・オブ・デンマーク（1486年没、デンマーク・ノルウェー・スウェーデン王クリスチャン1世の娘）の息子として、1479年/1480年に生まれた。
1486年3月2日、スコットランド貴族であるマー＝ギリー伯爵に叙された。
1503年3月11日に生涯未婚のまま死去、爵位は断絶した。死後、兄にあたるスコットランド王ジェームズ4世はマー伯爵の領土の多くを初代エルフィンストーン卿アレクサンダー・エルフィンストーンに分け与えた。